# Die Rache
Die Rache (Originaltitel: La venganza) ist ein spanisches Filmdrama von Juan Antonio Bardem aus dem Jahr 1958. Der Film wurde im Wettbewerb der 11. Internationalen Filmfestspiele von Cannes gezeigt.

## Handlung
Nach zehn Jahren wird der unschuldig wegen Mordes verurteilte Juan Díaz aus dem Zuchthaus entlassen. Seine Schwester Andrea schürt den Hass Juans gegen Luis el Torcido, den Bruder des Mordopfers und vermeintlichen Mörder. Da alle Geld verdienen müssen, tun sie sich mit drei weiteren Feldarbeitern zusammen, um in Kastilien Arbeit zu suchen. Während der Arbeit eskaliert die Situation mehrmals, Juan Díaz schwört wiederholt, Luis umzubringen. Doch Andrea verliebt sich in den ehemals so verhassten Luis und versucht Juan vom Mord abzubringen. Schließlich gibt Juan sein Rachevorhaben auf und lässt zu, dass Luis und Andrea zusammen bleiben.

## Hintergrund
Die Rache startete am 2. September 1960 in den Kinos der DDR.

## Kritik
„Ein ethisch wie künstlerisch gleichermaßen eindrucksvolles Drama.“

## Auszeichnungen
- 1959: Nominierung für den Oscar als „Bester fremdsprachiger Film“
- 1960: Premio Sant Jordi in den Kategorien „Bester Film“ und „Beste Kamera in einem spanischen Film“